# Seillonne
Die Seillonne ist ein Fluss in Frankreich, der im Département Haute-Garonne in der Region Okzitanien verläuft. Die Seillonne entspringt beim Weiler Fumat, im Gemeindegebiet von Caraman, entwässert generell in nordwestlicher Richtung durch die Landschaft des Lauragais, bis in den Ballungsraum östlich von Toulouse, und mündet nach rund 24 Kilometern im Gemeindegebiet von L’Union als linker Nebenfluss in die Sausse. Die Mündung liegt im dichten Verkehrsgebiet zwischen der Autobahn A68 mit ihren Zu-, Abfahrten sowie Mautstellen und der Bahnstrecke Brive-la-Gaillarde–Toulouse.

## Orte am Fluss
(Reihenfolge in Fließrichtung)
- La Briqueterie, Gemeinde Caraman
- Briquepierre, Gemeinde Maureville
- Larrette, Gemeinde Aurin
- Garnes d’Espagne, Gemeinde Lanta
- Germa, Gemeinde Saint-Pierre-de-Lages
- Drémil-Lafage
- Flourens
- Trinchant, Gemeinde Mons
- Pin-Balma
- Sironis, Gemeinde Balma
- Montrabé
- L’Union